# Rafael Aguirre Miñarro
Rafael Aguirre (Màlaga, 1984) és un guitarrista clàssic espanyol.
Rafael Aguirre Miñarro és un guitarrista clàssic espanyol nascut a Màlaga. La seva carrera està marcada per una gran versatilitat i excel·lents interpretacions, guanyant reconeixement internacional a través de diversos concursos. Entre els seus èxits més destacats, cal esmentar el Primer Premi al Concurs Internacional Francisco Tárrega (2007) i al Concurs Internacional Fernando Sor a Roma (2007). Aguirre ha actuat en escenaris de renom mundial com el Carnegie Hall de Nova York i el Concertgebouw d'Amsterdam. El seu repertori inclou una àmplia varietat d'obres que van des de la música clàssica per a guitarra fins a transcripcions orquestrals, així com música flamenca i llatinoamericana. També ha col·laborat amb diverses orquestres, interpretant concerts com el famós Concierto de Aranjuez de Joaquín Rodrigo.
A nivell acadèmic, va estudiar amb Joaquín Clerch a la Robert Schumann Hochschule de Düsseldorf, perfeccionant la seva tècnica i estil. El seu compromís amb l'expansió del repertori guitarrístic i la seva presència mundial l'han consolidat com un dels guitarristes més destacats de la seva generació. Rafael Aguirre ha actuat com a solista al costat de la Simfònica de la KBS a Corea, Orquestra Nacional de Lió, Orquestra Bruckner de Linz, Simfònica de la RTVE, Orquestra Nacional d'Espanya, entre d'altres.
Als 16 anys va fer el seu debut orquestral amb la Jove Orquestra de Màlaga en una gira per Espanya i el Marroc. Va realitzar els seus estudis a Alemanya en la Hochschule Robert Schumann de Düsseldorf. Més tard, va estudiar amb el professor Michael Lewin en la Royal Academy of Music de Londres. Recentment ha entrat en el quadre d'honor de la Royal Academy de Londres com a membre associat.